# 阿卜杜勒·拉扎克·优素福
阿卜杜勒·拉扎克·优素福·阿尔法加（Abdoul Razak Issoufou Alfaga，1994年12月26日—）是一名尼日尔男子跆拳道运动员。伊素福七岁时，他的其中一个表亲因为在一次跆拳道训练中受伤不治而去世，他的父亲决定禁止他练习跆拳道。直到四年后，他移居至多哥，和他的叔叔住在一起后，他才重新开始练习跆拳道。后来，他获得国际奥林匹克委员会的支援，得以移居至德国，并在更好的条件下训练。
优素福在2016年里约奥运开幕式期间担任尼日尔代表团的旗手。他在该届奥运参加男子80公斤以上级的比赛，在决赛中，他负于阿塞拜疆选手拉季克·伊萨耶夫，获得银牌，成为1972年以来首位获得奥运奖牌的尼日尔选手。后来，他获选为尼日尔代表团的闭幕式旗手。